# راؤول كورييل غارسيا
راؤول كورييل غارسيا (بالإسبانية: Raúl Curiel Garcia)‏ (مواليد 6 ديسمبر 1995) هو ملاكم مكسيكي، مثّل بلاده في الألعاب الأولمبية الصيفية 2016.

## روابط خارجية
راؤول كورييل غارسيا على موقع بوكس ريك (الإنجليزية) (registration required)
- راؤول كورييل غارسيا على موقع اللجنة الأولمبية الدولية (الإنجليزية)
- راؤول كورييل غارسيا على موقع أوليمبيديا (الإنجليزية)